# Habenaria ferdinandii
Habenaria ferdinandii är en orkidéart som beskrevs av Rudolf Schlechter. Habenaria ferdinandii ingår i släktet Habenaria och familjen orkidéer.
Artens utbredningsområde är Northern Territory, Australien. Inga underarter finns listade i Catalogue of Life.